# Mike Block

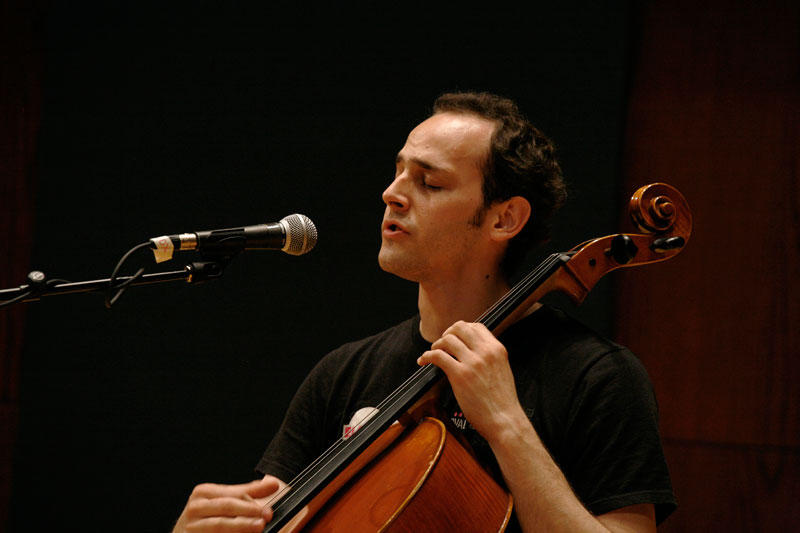
Mike Block beim New Directions Cello Festival 2011

Michael „Mike“ Glen Block (* 25. Mai 1982) ist ein US-amerikanischer Cellist.

## Leben
Block studierte an der Juilliard School of Music und am Cleveland Institute of Music. Seine Cellolehrer waren Richard Aaron, Joel Krosnick, Darrett Adkins und Carter Enyeart. Bereits während des Studiums an der Juilliard School wurde er Mitglied von Yo-Yo Mas Silk Road Project. Seit 2006 gehört er auch Mark O’Connors Appalachia Waltz Trio an.
Er arbeitete mit Ensembles wie Darol Angers Republic of Strings, The Knights, The Absolute Ensemble, dem Sirius String Quartet und Bassam Sabas New York Arabic Orchestra und mit Musikern wie Edgar Meyer, Mike Marshall, Zakir Hussain, Marcel Khalifé, Goran Bregović, Michael Doucet, Kayhan Kalhor, Bruce Molsky, Simone Dinnerstein, Dawn Upshaw, Jan Vogler, Lenny Kravitz und Joe Zawinul zusammen.
Für die eigene Mike Block Band, eine Gruppe, die Elemente des Jazz, des Rock und klassischer Musik verbindet, ist Block als Cellist, Sänger und Komponist aktiv. Seine Kompositionen wurden auch beim Bremen MusikFest, dem Tribeca New Music Festival und dem MATA Festival aufgeführt. Weiterhin tritt Block mit dem Triboro Trio auf, das moderne Arrangements traditioneller Folkmusik spielt, und bildet ein Duo mit dem chinesischen Pipaspieler Yan Wei.
2008 spielte Block die Welturaufführung von Gregor Hübners Cellokonzert und nahm es auf CD auf. Er unterrichtete als Gastdozent u. a. an der Stanford University, der Stanford University und der Princeton University, wirkte an Sommercamps mit und ist seit 2010 Direktor des Vero Beach Summer Strings Camp.